# Paspalidium spartellum
Paspalidium spartellum är en gräsart som beskrevs av Stanley Thatcher Blake. Paspalidium spartellum ingår i släktet Paspalidium och familjen gräs. Inga underarter finns listade i Catalogue of Life.